# ماوريسيو أفونسو
ماوريسيو أفونسو برييتو (بالإسبانية: Mauricio Affonso Prieto) (مواليد 26 يناير 1993) هو لاعب كرة قدم أوروغواياني في مركز المهاجم. يلعب حالياً لبينارول في الدوري الاوروغوياني.

## روابط خارجية
- ماوريسيو أفونسو على موقع قاعدة بيانات كرة القدم.إي يو (الإنجليزية)
- ماوريسيو أفونسو على موقع Soccerway.com (الإنجليزية)
- ماوريسيو أفونسو على موقع عالم كرة القدم.نت (الإنجليزية)
- ماوريسيو أفونسو على موقع كووورة